# 昨日的美食
《昨日的美食》是吉永史創作的日本漫畫作品，在講談社的月刊漫畫《Morning》上自2007年12月號開始連載。2019年4月，改編為電視劇播出。2021年11月，改編為電影播出。2023年10月，電視劇第二季播出。

## 故事概要
律師筧史朗與美髮師矢吹賢二是一對男同志伴侶，同居在兩房一廳的公寓中；為了兩人將來年老時的經濟著想與身體健康，筧史朗每日都用精簡的預算，烹調出各式各樣兼顧美味與健康的料理與家常菜，故事就在各式菜色與兩人之間的生活日常中展開。
每回故事的單位是「#●」。

## 人物介紹

### 主要人物
筧史朗
52歲（＃101時，連載開始時43歲），職業為律師；40歲時在新宿二丁目初遇了矢吹賢二，與賢二在美容院重逢後成為了戀人；有著與年齡不相符的俊俏外貌，與家人的關係因年輕時出櫃產生了嫌隙，母親因逃避而加入了新興宗教；與料理夥伴家庭主婦佳代子是好朋友。
矢吹賢二
50歲（＃101時，連載開始時41歲），職業為美髮師；在美容學校時的同學三宅廣經營的美容院「Forme」工作，由於個性開朗明快，是店裡的「炸彈處理班」（專門對付提出眾多無理要求的難搞客戶）；三宅曾數次催促賢二依年齡來說早應獨立門戶，但賢二總以不懂經營為由拒絕，在#112時三宅以離開日本為由，將店長一職強行交給賢二。

### 筧史朗相關角色

#### 筧家
筧久榮
史朗的母親，曾因無法接受史朗的出櫃的壓力而加入了新興宗教，後來經過了史朗與丈夫悟朗的努力才脫離；初期對於性別不一致與同性戀兩者之間產生了認知混淆。在故事初期多穿著和服，之後為了照顧患病的丈夫，改穿著一般洋服；被診斷出罹患初期肺癌，在治療後已恢復健康。
筧悟朗
史朗的父親，默默溫和地守護著兒子史朗，抱持著兒子可以成婚的願望；曾罹患食道癌，治療後已恢復健康；不擅長打掃與料理，對使用機器也不擅長，甚至連銀行的ATM也不會使用。

#### 上町法律事務所
上町美江
事務所的所長，史朗與其他職員尊稱為「大老師」（おおせんせい），兒子修結婚後一人獨居，習慣將客戶贈與之食品轉贈與史朗或其他職員；開始慢慢的從第一線退下，將事務所主要的經營交給修與史朗。
上町修
所長的兒子與史朗的同事，其他職員會以「小老師」（わかせんせい）、「修老師」（おさむせんせい）來稱呼；已結婚，與妻子春菜育有兩子。
片岡志乃
舊姓小山，事務所的辦公室女職員，辦事效率以及待人處事優秀；娘家是日式洋食老店「小山軒」，由於餐廳經營上的問題面臨破產邊緣，後經由事務所的協力度過了危機，為了幫助家裡的經濟狀況，在高中畢業後就投入職場進入事務所工作；初登場時20歲前後，手機打字極為快速，但遣辭用語與衣裝打扮有著莫名的老成，高中時期的綽號是「小媽媽桑」；對史朗有著與年齡不相符的年輕外表感到嫌惡；與父親的大弟子片岡結婚，婚後未辭去事務所工作，維持著週末到家中餐廳幫忙的習慣。
外山圓
＃91登場的新進職員，在數次被志乃糾正工作上的缺失後，向所長投訴認為受到職場霸凌，迅速辭職。
長森夕未
來到事務所短期實習的司法研習生。
山田瑞希
事務所的第二位女職員，育有兩子，結婚前曾擔任秘書工作；感受到史朗身為同性戀的氣息；與丈夫兩人都會下廚，並努力克服著孩子不喜歡吃蔬菜的問題。

#### 富永家
富永佳代子
家庭主婦，史朗的料理夥伴，兩人因平分一顆超市的特價西瓜而結緣；從一般的家常料理到高級宴席料理都很拿手，常與史朗一起分享、購買超市的特價品；對事物常有一針見血的看法，是史朗困惑時的傾訴對象。
富永先生
本名不詳，目前過著悠閒的退休生活，參加許多不同的社團（網球、朗讀志工、合唱團等等），是個喜歡熱鬧與社交的人；常以「GAY」直呼史朗，但其實完全沒有惡意。
渡邊美智留
是富永家的獨生女，與戀人達也相戀八年並同居，原本沒有結婚的打算，卻因懷孕決定奉子成婚；之後長男悟朗出生，悟朗的名字是以史朗的名字發想而來（但史朗似乎沒有發現與自己父親同名）；直爽的性格與父親一樣，常以「GAY」直呼史朗，但完全沒有惡意。
渡邊達也
美智留的丈夫，常為了美智留粗線條的發言打圓場，個性溫柔的人。
渡邊悟朗
達也與美智留的長子。

### 矢吹賢二相關角色

#### 矢吹家
矢吹賢一
矢吹峰子
矢吹政江
矢吹智惠子

#### 美容院「Forme」
三宅祐
賢二在美容學校時的同學，是美容院「Forme」的店長；已婚，育有一女一子，喜好偷腥，對象大多是美容院裡的客戶；在妻子玲子無法忍受離婚後，為了轉換心情到越南旅遊，在當地發現美容的商機，決定在當地開設「Forme」二號店，而將日本的生意交給賢二經營。
三宅玲子
阿祐的前妻，專長是美體，在「Forme」店內的一角經營美體沙龍，之後離開店裡獨自開業；趁孩子大學就學時收拾所有物品離開家中，並透過律師向阿祐提出離婚。
早乙女繪梨
「Forme」美髮師之一。
麻生美香
「Forme」前美髮師，在＃52時辭職回到故鄉栃木。
田渕剛
長崎出身的美髮師，是個喜歡八卦新聞的年輕人。
中村光江
玲子在學習美體時的前輩；玲子離開「Forme」獨立開業時，引薦至店裡繼續執業的美體師。

### 筧史朗與矢吹賢二共同的友人
小日向大策
是富永先生的網球俱樂部夥伴，某次在富永家舉辦的聚會中由富永先生引薦給史朗認識，理由是「我想你們兩個都是GAY，應該可以做好朋友吧！」；職業是演藝圈經紀人，與史朗一樣有著料理的興趣，由於收入頗豐，因此在料理的食材、佐料上往往都是使用高級品；提到戀人阿航時口氣會特別溫柔，將阿航比喻為漫畫《風與木之詩》的瘦弱美少年主角「吉爾貝爾」，與阿航成為戀人的契機是大學時期擔任阿航（當時12歲）的家教。
井上航
小日向的同性戀人，在辭掉工作搬離宿舍後與小日向同居中；在辭去工作搬入小日向家後以當沖客為主業，每日目標僅為兩萬日圓、絕不貪心，由於食宿皆由小日向負責，每月賺到十萬日圓就夠花用，屬於活在當下的類型。個性驕縱毒舌，常常對小日向提出各種關於愛情的無理試驗。

## 出版書籍
| 集數 | 講談社         | 講談社                 | 尖端出版社     | 尖端出版社             |
| 集數 | 發售日期       | ISBN                   | 發售日期       | EAN / ISBN             |
| ---- | -------------- | ---------------------- | -------------- | ---------------------- |
| 1    | 2007年11月22日 | ISBN 978-4-06-372648-0 | 2008年9月9日   | EAN 471-7702-22151-5   |
| 2    | 2008年11月21日 | ISBN 978-4-06-364744-0 | 2010年1月15日  | EAN 471-7702-22432-5   |
| 3    | 2009年10月23日 | ISBN 978-4-06-372844-6 | 2010年11月17日 | EAN 471-7702-23651-9   |
| 4    | 2010年10月22日 | ISBN 978-4-06-372942-9 | 2011年10月19日 | EAN 471-7702-24436-1   |
| 5    | 2011年9月23日  | ISBN 978-4-06-387040-4 | 2012年9月18日  | EAN 471-7702-24634-1   |
| 6    | 2012年5月23日  | ISBN 978-4-06-387116-6 | 2013年10月18日 | EAN 471-7702-25096-6   |
| 7    | 2012年12月3日  | ISBN 978-4-06-387158-6 | 2014年4月3日   | EAN 471-7702-26045-3   |
| 8    | 2013年12月3日  | ISBN 978-4-06-387271-2 | 2014年9月16日  | EAN 471-7702-25999-0   |
| 9    | 2014年8月22日  | ISBN 978-4-06-388366-4 | 2015年3月11日  | EAN 471-7702-26361-4   |
| 10   | 2015年6月23日  | ISBN 978-4-06-388446-3 | 2015年12月15日 | ISBN 978-957-10-6334-8 |
| 11   | 2015年11月20日 | ISBN 978-4-06-388527-9 | 2016年12月28日 | ISBN 978-957-10-7129-9 |
| 12   | 2016年10月21日 | ISBN 978-4-06-388647-4 | 2017年4月14日  | ISBN 978-957-10-7359-0 |
| 13   | 2017年9月22日  | ISBN 978-4-06-510261-9 | 2018年3月16日  | ISBN 978-957-10-8081-9 |
| 14   | 2018年7月23日  | ISBN 978-4-06-512028-6 | 2019年2月27日  | ISBN 978-957-10-8476-3 |
| 15   | 2019年3月22日  | ISBN 978-4-06-514949-2 | 2020年9月10日  | ISBN 978-957-10-9099-3 |
| 16   | 2019年12月23日 | ISBN 978-4-06-517831-7 | 2021年1月20日  | ISBN 978-957-10-9277-5 |
| 17   | 2020年8月20日  | ISBN 978-4-06-520309-5 | 2022年6月9日   | ISBN 978-626-31-6851-0 |
| 18   | 2021年5月21日  | ISBN 978-4-06-523331-3 | 2023年5月17日  | ISBN 978-626-35-6567-8 |
| 19   | 2021年11月12日 | ISBN 978-4-06-525798-2 | 2024年5月16日  | ISBN 978-626-37-7804-7 |
| 20   | 2022年10月21日 | ISBN 978-4-06-529053-8 |                |                        |
| 21   | 2023年5月23日  | ISBN 978-4-06-531536-1 |                |                        |
| 22   | 2023年10月23日 | ISBN 978-4-06-533294-8 |                |                        |
| 23   | 2024年9月20日  | ISBN 978-4-06-536727-8 |                |                        |
| 24   | 2025年6月23日  | ISBN 978-4-06-539637-7 |                |                        |

## 電視劇
2019年4月6日起，每週六0時12分至0時52分，在東京電視台的電視劇24時段播出，由西島秀俊與内野聖陽領銜主演。台灣2019年4月6日起，每週六由KKTV、friDay影音中午12時及 LINE TV 18時跟播。香港2019年4月6日起，由Viu免費播出。
第二季將於2023年10月7日起播出。臺灣由KKTV、Hami Video於2023年10月7日起跟播。
以下S1代表第一季、S2代表第二季。

### 演員
- 筧史朗 - 西島秀俊（香港配音：黃榮璋）
- 矢吹賢二 - 内野聖陽（香港配音：何家裕）
- 富永佳代子 - 田中美佐子（香港配音：王綺婷）
- 富永先生 - 矢柴俊博（香港配音：陈汉祺）
- 富永美智留 - 真凛（香港配音：馮詠恩）
- 上町美江 - 高泉淳子（香港配音：陳凱婷）
- 上町修 - 川合正悟（Wエンジン）（香港配音：柯偉聰）
- 小山志乃 - 中村由里香（香港配音：楊婉潼）
- 筧久榮 - 梶芽衣子（香港配音：黎皓宜）
- 筧悟朗 - 志賀廣太郎→田山涼成[2]（志賀廣太郎因病退出劇組）（香港配音：羅偉亮）
- 三宅祐 - 槙田雄司（香港配音：羅偉亮）
- 小日向大策 - 山本耕史（香港配音：郭湛深）
- 井上航 - 磯村勇斗（香港配音：黃尉斯）
- 田渕剛 - 坂東龍汰（S2）
- 逸見千波 - 朝倉禮生（S2）

### 客串演員

#### S1
第1集
- 今田聖子 - 佐藤仁美（香港配音：馮詠恩）
- 今田聖子前夫・仁科 - 松永大輔
- 美容室客人・千石 - MEGUMI（香港配音：王綺婷）
- 千石的丈夫 - 垣内健吾（香港配音：柯偉聰）
- 超級市場的阿姨 - 唯野未歩子

第2集
- 委託人 - 神原哲（香港配音：羅偉亮）
- 史朗的前女友・仁美 - 大島葉子
- 站在超級市場前的女性 - 中村祐美子

第3集
- 幻想的吉爾貝爾 - アロハ・シェアード
- 今田聖子 - 佐藤仁美（香港配音：馮詠恩）
- 今田聖子前夫・仁科 - 松永大輔
- 仁科奈央 - 安藤聰海（香港配音：王綺婷）
- 仁科大樹 - 佐藤一和

第4集
- 主診醫生 - 鈴木晋介（香港配音：柯偉聰）
- マーちゃん - 後藤剛範（香港配音：梁皓翔）
- マーちゃん朋友 - 斉藤一平、藤木修

第5集
- 主診醫生 - 鈴木晋介（香港配音：柯偉聰）
- 委託人 - 川面千晶（香港配音：陳凱婷）
- 史朗鄰居・瀬尾 - 酒井麻吏（香港配音：王綺婷）
- 鄰居妻子・美里 - 徳橋みのり（香港配音：馮詠恩）
- 鄰居孩子 - 大平洋介、東海林詩子（香港配音：楊婉潼、陳凱婷）

第6集
- 長森夕未 - 真魚（香港配音：植婉雯）
- 生稲 - 川瀬陽太（香港配音：羅偉亮）
- 站在超級市場前的女性 - 唯野未歩子
- 幻想的吉爾貝爾 - アロハ・シェアード

第8集
- 本田鉄郎 - 菅原大吉
- 長島義之 - 正名僕藏（香港配音：柯偉聰）
- 鄰座情侶 - 遊佐航、二松桃子

第9話
- 菅沼晃一 - バッファロー吾郎A（バッファロー吾郎）
- 菅沼的妻子・惠 - 森碕ひろか（香港配音：馮詠恩）
- 結婚派對客人 - 伽代子、椎名香織
- 美容室客人・妹島 - 延増靜美（香港配音：王綺婷）
- 首飾店店員 - 齊藤加奈子（香港配音：馮詠恩）

第10話
- 三宅玲子 - 奥貫薫（香港配音：陳凱婷）
- 美容室客人・妹島 - 延増静美（香港配音：王綺婷）
- 矢吹賢一 - 内田文吾
- 矢吹賢二（少年時代） - 吉田晴登
- 三谷まみ- 豊田真希

#### 製作人員
- 原作 - 吉永史
- 劇本 - 安達奈緒子
- 導演
  - S1 - 中江和仁、野尻克己、片桐健滋
  - S2 - 中江和仁、松本佳奈、平田大輔
- 片頭曲
  - S1 - OAU（OVERGROUND ACOUSTIC UNDERGROUND）「帰り道」（TOY'S FACTORY）[3]
  - S1 -大橋三重唱 「カラタチの夢」（A.S.A.B）
- 片尾曲
  - S1 - フレンズ 「iをyou」（日本華納音樂）[3]
  - S2 - Bialystocks 「幸せのまわり道(Shiawase no Mawarimichi)」
- 音樂
  - S1 - 澤田香織
  - S2 - 福島節、澤田香織
- 法律監修 - 宇野康枝、河本みま乃
- 美容師監修 - 阿部慎時、悠馬
- 特別協力 - Panasonic、エスビー食品
- 企画監修 - 神田祐介
- 主要製作人
  - S1 - 阿部真士（東京電視台）
  - S2 - 祖父江里奈（東京電視台）
- 製作人
  - S1 - 松本拓（東京電視台）、祖父江里奈（東京電視台）、佐藤敦、瀨戶麻理子
  - S2 - 阿部真士（東京電視台）、佐藤敦、瀨戶麻理子
- 製作
  - S1 - 東京電視台、松竹
  - S2 - 東京電視台、avex pictures
- 製作著作
  - S1 - 「昨日的美食」製作委員會
  - S2 - 「昨日的美食 season2」製作委員會

#### 播放日程

##### S1
| 各話                                                                    | 播放日期      | 副標題 | 專欄 | 導演     | 原作話數                | 收視率 |
| ----------------------------------------------------------------------- | ------------- | ------ | ---- | -------- | ----------------------- | ------ |
| #1                                                                      | 2019年 4月6日 |        |      | 中江和仁 | #1、#3、#11、#35        | 3.2%   |
| #2                                                                      | 4月13日       |        |      | 中江和仁 | #2、#4、#7              | 3.5%   |
| #3                                                                      | 4月20日       |        |      | 中江和仁 | #8、#11、#15、#33       | 2.7%   |
| #4                                                                      | 4月27日       |        |      | 野尻克己 | #9、#16、#28            | 2.9%   |
| #5                                                                      | 5月4日        |        |      | 野尻克己 | #17、#18、#19           | 2.8%   |
| #6                                                                      | 5月11日       |        |      | 野尻克己 | #20、#36                | 3.7%   |
| #7                                                                      | 5月18日       |        |      | 片桐健滋 | #27、#28、#38、#43、#45 | 3.0%   |
| #8                                                                      | 5月25日       |        |      | 片桐健滋 | #23、#25、#26           | 2.7%   |
| #9                                                                      | 6月8日        |        |      | 片桐健滋 | #32、#37                | 3.7%   |
| #10                                                                     | 6月15日       |        |      | 中江和仁 | #24、#34、#41、#42、#52 | 2.8%   |
| #11                                                                     | 6月22日       |        |      | 中江和仁 | #31、#39、#49           | 2.6%   |
| #12                                                                     | 6月29日       |        |      | 中江和仁 | #1、#50、#53            | 3.7%   |
| 平均收視率 3.1%（收視率是由Video Research調查關東地方、世帶的統計資料） |               |        |      |          |                         |        |

##### S2
| 各話 | 播放日期       | 副標題 | 專欄 | 導演     | 原作話數                           | 收視率 |
| ---- | -------------- | ------ | ---- | -------- | ---------------------------------- | ------ |
| #1   | 2023年 10月7日 |        |      | 中江和仁 | #65、#85、#107                     | 2.8%   |
| #2   | 10月14日       |        |      | 中江和仁 | #51、#74、#80、#147                | 2.3%   |
| #3   | 10月21日       |        |      | 松本佳奈 | #76、#94、#110、#141               |        |
| #4   | 10月28日       |        |      | 松本佳奈 | #70、#86、#104                     | 2.9%   |
| #5   | 11月04日       |        |      | 平田大輔 | #14、#119、#122                    | 2.2%   |
| #6   | 11月11日       |        |      | 平田大輔 | #67、#84、#109                     | 2.1%   |
| #7   | 11月18日       |        |      | 平田大輔 | #71、#101、#103、#156              |        |
| #8   | 11月25日       |        |      | 松本佳奈 | #102、#112、#116                   |        |
| #9   | 12月02日       |        |      | 松本佳奈 | #108、#112、#114、#150             |        |
| #10  | 12月09日       |        |      | 中江和仁 | #120、#121                         |        |
| #11  | 12月16日       |        |      | 中江和仁 | #43、#76、#127、#135               |        |
| #12  | 12月23日       |        |      | 中江和仁 | #116、#123、#128、#138、#145、#152 |        |

#### 播放電視台
| 播放日期                  | 播放時間                                       | 播放電視台     | 聯播網            | 備註                                                                       |
| ------------------------- | ---------------------------------------------- | -------------- | ----------------- | -------------------------------------------------------------------------- |
| 2019年4月6日 - 6月29日    | 星期六 0:12 - 0:52                             | 東京電視台     | 關東廣域圈        | 製作電視台                                                                 |
|                           |                                                | TV北海道       | 北海道            |                                                                            |
|                           |                                                | 愛知電視台     | 愛知縣            |                                                                            |
|                           |                                                | 瀨戶內電視台   | 岡山縣、香川縣    |                                                                            |
|                           |                                                | TVQ九州放送    | 福岡縣            |                                                                            |
| 2019年4月9日 - 7月2日     | 星期二 0:12 - 0:55                             | 大阪電視台     | 大阪府            |                                                                            |
| 2019年4月20日 - 7月13日   | 星期六 0:30 - 1:10                             | 奈良電視台     | 奈良縣            |                                                                            |
| 2019年4月22日 - 7月16日   | 星期一 23:58 - 0:38                            | 琵琶湖放送     | 滋賀縣            |                                                                            |
| 2019年4月26日 - 7月12日   | 星期五 1:29 - 2:09                             | 福島中央電視台 | 福島縣            |                                                                            |
| 2019年5月3日 - 7月19日    | 星期五 1:02 - 1:42                             | 信越放送       | 長野縣            |                                                                            |
| 2019年5月4日 - 7月20日    | 星期六 0:20 - 1:00                             | 青森電視台     | 青森縣            |                                                                            |
| 2019年5月4日 - 7月20日    | 星期六 2:00 - 2:40                             | 熊本縣民電視台 | 熊本縣            |                                                                            |
| 2019年5月11日 - 7月27日   | 星期六 1:55 - 2:35                             | IBC岩手放送    | 岩手縣            |                                                                            |
| 2019年5月12日 - 7月28日   | 星期日 0:00 - 0:40                             | 和歌山電視台   | 和歌山縣          |                                                                            |
| 2019年5月14日 - 7月30日   | 星期二 1:00 - 1:40                             | 宮崎放送       | 宮崎縣            |                                                                            |
| 2019年5月17日 - 8月2日    | 星期五 0:55 - 1:35                             | TVU山形        | 山形縣            |                                                                            |
| 2019年5月17日 - 8月2日    | 星期五 2:05 - 2:45                             | 日本海電視台   | 鳥取縣 / 島根縣   |                                                                            |
| 2019年6月10日 - 9月2日    | 星期一 0:50 - 1:30                             | 鬱金香電視台   | 富山縣            |                                                                            |
| 2019年6月22日 - 7月6日    | 星期六 13:55 - 17:25                           | 仙台放送       | 宮城縣            | 1-5話、6-10話、11-12話每週一次放送 11-12話於12:00 - 13:25放送              |
| 2019年6月27日 - 9月12日   | 星期四 0:55 - 1:35                             | 秋田電視台     | 秋田縣            |                                                                            |
| 2019年7月1日 - 9月16日    | 星期一 23:56 - 0:36                            | 大分放送       | 大分縣            |                                                                            |
| 2019年7月3日 - 9月18日    | 星期三 1:05 - 1:45                             | 南日本放送     | 鹿兒島縣          |                                                                            |
| 2019年7月6日 - 10月12日   | 星期六 0:45 - 1:25                             | 中国放送       | 廣島縣            | 9月28日、10月5日世界陸上放送暫停 10-11話 0:50 - 1:30、12話 1:00 - 1:40放送 |
| 2019年7月8日 - 9月23日    | 星期一 0:00 - 0:40                             | BS东视         | BS放送 / 日本全域 |                                                                            |
| 2019年7月9日 - 9月24日    | 星期二 22:15 - 22:55                           | 三重電視台     | 三重縣            |                                                                            |
| 2019年7月23日 - 8月9日    | 星期二 - 星期四 0:55 - 1:35 星期五 0:53 - 1:33 | 静岡放送       | 静岡縣            | 平日每日放送                                                               |
| 2019年9月7日 - 11月23日   | 星期六 16:50 - 17:30                           | 高知電視台     | 高知縣            |                                                                            |
| 2019年10月15日 - 10月18日 | 星期二 - 星期五 3話集中放送                    | 北陸放送       | 石川縣            |                                                                            |
| 2019年10月26日            | 星期六 19:00 - 25:40                           | Channel NECO   | CS放送 / 日本全域 | 全話一次放送                                                               |
| 2019年11月10日 -          | 星期日 1:15 - 1:55                             | 新潟電視台     | 新潟縣            |                                                                            |
| 2019年12月24日 - 12月29日 | 星期二 - 星期日 2話集中放送                    | 長崎文化放送   | 長崎縣            |                                                                            |

| 配信日期         | 配信時間                                                                   | 配信網站 | 2019年4月6日 - |
| ---------------- | -------------------------------------------------------------------------- | -------- | -------------- |
| 星期六 0:52 更新 | 東京電視台On-Demand ネットもテレ東 Paravi ひかりTV GYAO! TVer Niconico動畫 |          |                |

## 電影
改編自原著漫畫第八卷的內容。

### 演員
- 筧史朗：西島秀俊
- 矢吹賢二：内野聖陽
- 小日向大策：山本耕史
- 井上航：磯村勇斗
- 三宅祐：槙田雄司
- 上町美江：高泉淳子
- 田渕剛：松村北斗（SixTONES）[12]
- 富永佳代子：田中美佐子（友情出演）
- 上町修：陳河合
- 三宅玲子：奥貫薫
- 筧悟朗：田山涼成
- 筧久栄：梶芽衣子
- スーパー中村屋のオバちゃん：唯野未歩子

### 工作人員
- 原作：吉永史『きのう何食べた?』（講談社「モーニング」連載中）
- 導演：中江和仁
- 劇本：安達奈緒子
- 主題曲：SPITZ「大好物」（環球音樂）[13]
- 總製片人：阿部真士[14]
- 製作人：佐藤敦[14]、瀬戸麻理子[14]、斎藤大輔
- 企劃監督：神田祐介[14]
- 音樂：澤田かおり
- 攝影：柴崎幸三
- 燈光：赤羽剛
- 美術：井上心平
- 装飾：櫻井啓介
- 錄音：齋藤泰陽
- 編集：鈴木真一
- 造型師：川崎孝文
- 服裝：加藤美雪
- 髮型：市川温子
- 化妝（内野聖陽）：佐藤裕子、柴崎尚子
- 副導演：佐野金
- 製作人：櫻井紘史
- 編劇：松村陽子
- 美食設計師：山崎慎也
- 視覺特效總監：進威志
- 音響効果：丹愛
- 企画合作：講談社
- 經銷：東宝
- 製作：劇場版「昨日的美食」製作委員会

## 外部連結
- 昨日的美食 / よしながふみ - Morning官方網站 （页面存档备份，存于）
- 官方部落格 （页面存档备份，存于）（2017年1月末）
- 昨日的美食的Instagram帳戶（2017年2月以後）
- 「昨日的美食」官方的X（前Twitter）
- 電視劇24「昨日的美食」官方網站 - 東京電視台 （页面存档备份，存于）
- 電視劇24「昨日的美食2」官方網站 - 東京電視台 （页面存档备份，存于）
  - 電視劇24「昨日的美食」官方推特的X（前Twitter）
  - 昨日的美食 正月special 2020 官方網站 - 東京電視台 （页面存档备份，存于）
- 電影的Instagram帳戶

| 日本 東京電視台 電視劇24                 | 日本 東京電視台 電視劇24                | 日本 東京電視台 電視劇24      |
| ---------------------------------------- | --------------------------------------- | ----------------------------- |
|                                          | 昨日的美食 （2019年4月6日－6月29日）    |                               |
| 水果宅配 （2019年1月12日－3月30日）      | ITurn （2019年7月13日－9月28日）        |                               |
| 初戀，稍顯粗糙 （2023年7月8日－9月23日） | 昨日的美食2 （2023年10月7日－12月23日） | 打黑工一族 （2024年1月6日－） |